# 尼克路車站
尼克路車站（英語：Neck Road station），曾稱「格雷夫森德尼克路」（英語：Gravesend Neck Road station），是紐約地鐵BMT布萊頓線的一個慢車地鐵站，位於布魯克林霍姆克雷斯特介乎東15街及東16街之間的格雷夫森德尼克路，設有Q線（任何時候停站）列車服務。

## 車站結構
| 月台層 | 側式月台 | 側式月台                           |
| 月台層 | 北行慢車 | ← 往96街 (U大道)                   |
| 月台層 | 北行快車 | ← 不停靠                           |
| 月台層 | 南行快車 | → 不停靠 →                         |
| 月台層 | 南行慢車 | → 往康尼島-斯提威爾大道 (羊頭灣) → |
| 月台層 | 側式月台 |                                    |
| G      | 街道層   | 出入口、閘機、MetroCard自動售票機  |

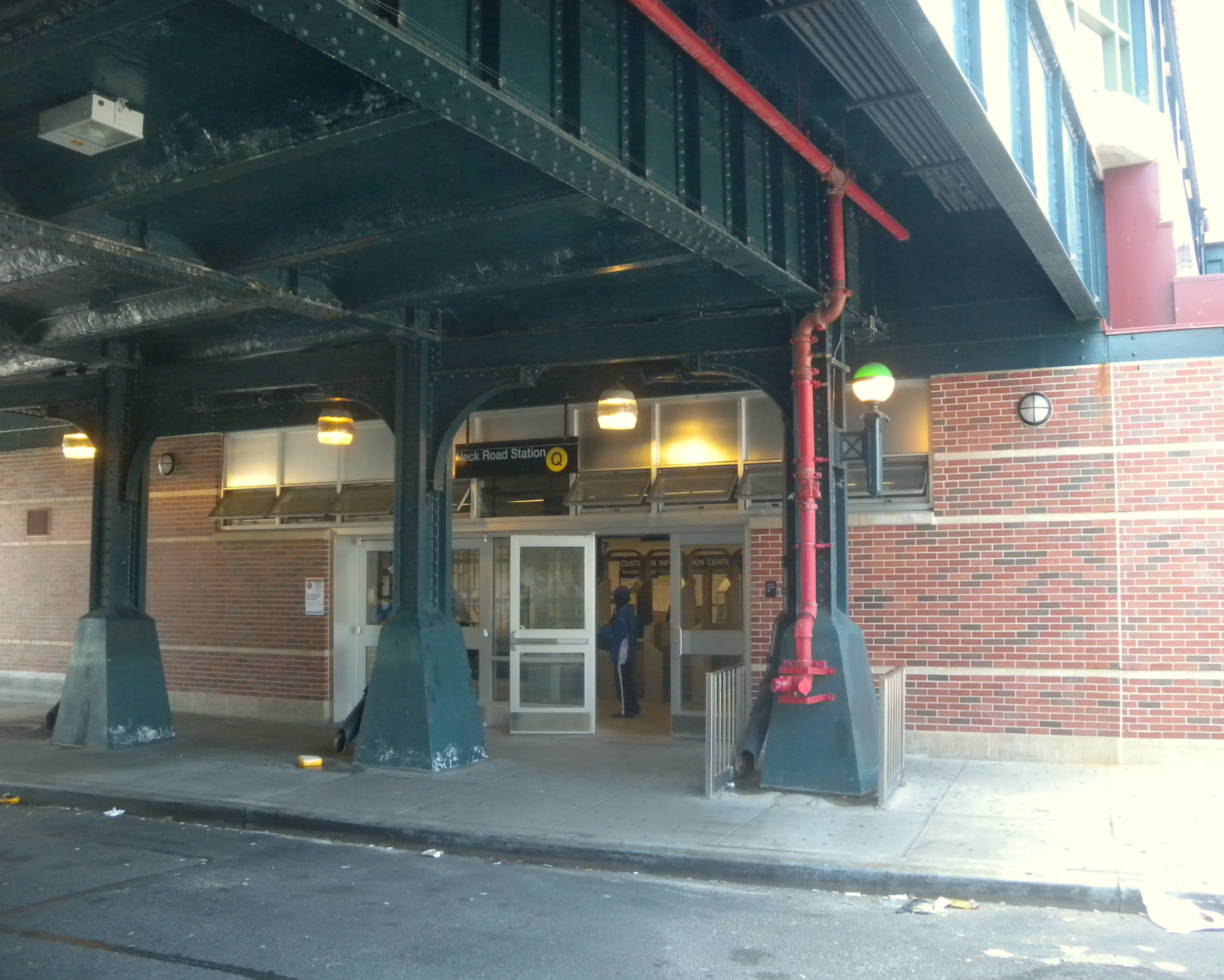
車站入口

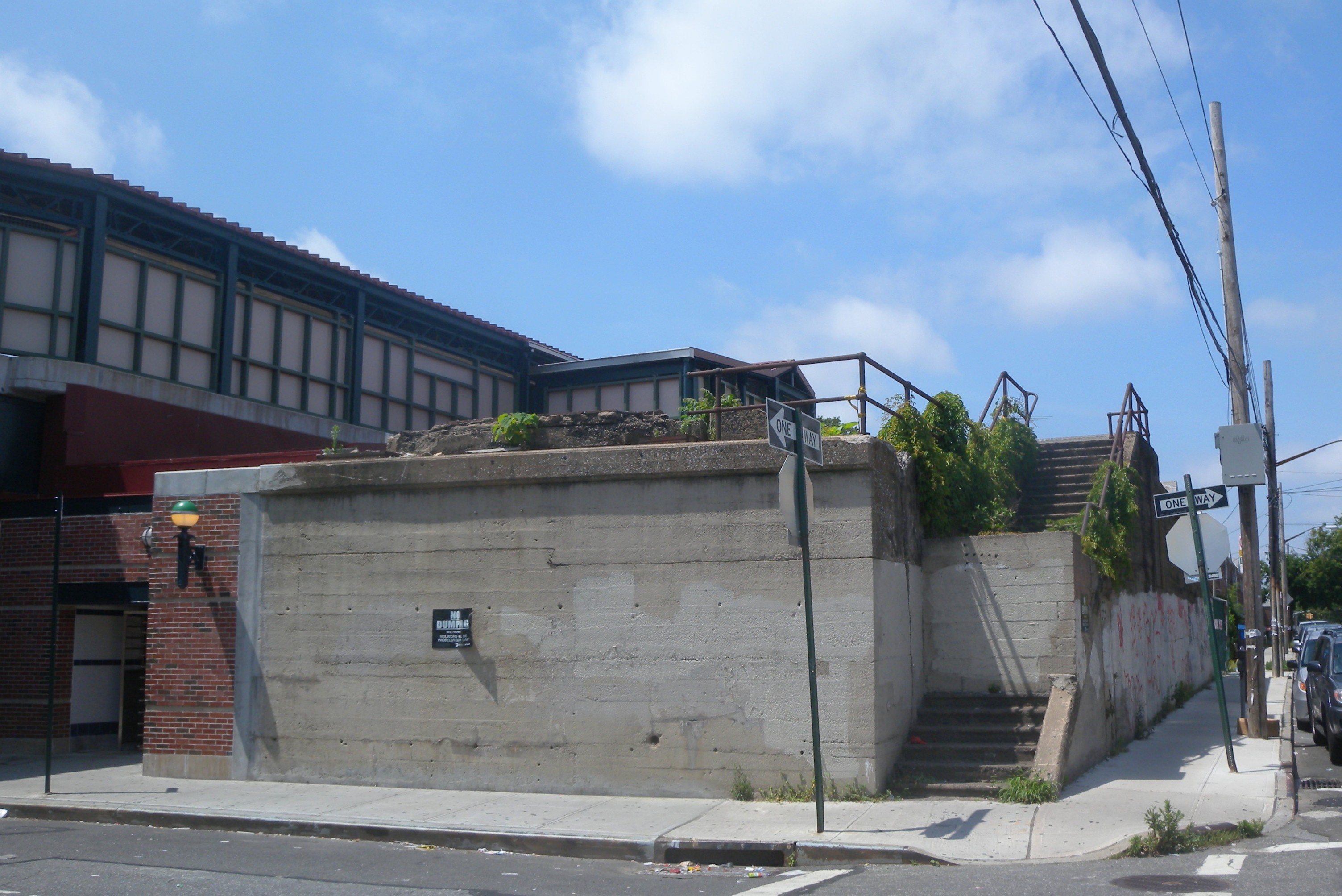
舊長島鐵路尼克路車站

此站在1908年啟用，設有兩個側式月台和四條軌道。中央軌道在平日B線快速列車營運時使用。與布萊頓線其餘車站一樣，此站也位於地壘。

## 外部連結
- nycsubway.org—BMT Brighton Line: Neck Road
- Station Reporter — Q Train
- ARRT's Archives — Manhattan Beach Branch — Neck Road Station （页面存档备份，存于）
- The Subway Nut — Neck Road Pictures （页面存档备份，存于）
- Entrance from Google Maps Street View
- Platforms from Google Maps Street View